# Runa (Vorname)
Runa ist ein weiblicher Vorname. Der Name ist in verschiedenen Kulturen vertreten.
Man kann ihn ableiten von dem altnordischen Wort rún mit der Bedeutung „verborgenes Wissen (Überlieferung)“, „geheime Weisheit“. Unabhängig von dieser Bedeutung davon gibt es den Namen auch in anderen Kulturen wie in Bangladesch und Japan.

## Namensträgerinnen
- Runa Aléon, deutsche Schauspielerin
- Runa Greiner (* 1996), deutsche Schauspielerin
- Runa Laila (* 1952), Sängerin aus Bangladesh
- Runa Reta (* 1980), kanadische Squashspielerin
- Runa Schymanski (* 1993), deutsch-schwedische Schauspielerin

## Namenstag
Weder der katholische noch der evangelische Kalender haben Runa als Namenstag.